# Amalie von Gallitzin
Amalie von Gallitzin  (28 d'agost de 1748, Berlín – 27 d'abril de 1806, Münster, Angelmodde, Westfàlia) fou una escriptora de gran importància per a l'estudi del període de la Il·lustració i el romanticisme dins de la cultura alemanya. Va reunir al seu voltant, a Münster, un cenacle filosòfic i literari que va influir en la vida espiritual alemanya de l'època.
Son pare, el general prussià comte von Schmettau, va fer que la seva filla completés els estudis del col·legi catòlic de Silèsia en un col·legi francès de la capital. Va ser dama de companyia de la princesa prussiana, cunyada de Frederic el Gran de Prússia, a qui va acompanyar als banys de Spa i a Aquisgrà. En aquest lloc conegué el que seria el seu marit, el príncep lituà Dimitri Alexeievitch Golicyn (Gallitzin), i pare dels seus dos fills, Maria i Demetri. El príncep Dimitri és destinat ambaixador a l'Imperi Rus a La Haia. La vida en la societat cortesana que implicava ser la dona d'un ambaixador li provoca un xoc espiritual i fa que, amb el consentiment del marit, torni a la vida austera del camp, a prop de Scheveningen.
Als vint-i-quatre anys, doncs, abandona la vida mundana i es dedica a l'educació dels fills i a l'estudi de les matemàtiques, la filologia clàssica i la filosofia. En aquest temps coneix Diderot, que l'anima a continuar en els estudis. També coneix el filòsof Franz Hemsterhuis, que li transmet l'entusiasme per la lectura de Plató i la immortalitat de l'ànima i desvetlla el seu entusiasme per l'idealisme socràticoplatònic.
A Múnic descobreix els experiments pedagògics del baró Franz Friedrich Wilhelm von Fürstemberg, ministre de Westfàlia, que realitza a la ciutat de Münster, a prop d'Angelmodde, on ella es trasllada el 1779. Aviat es converteix en el centre d'un grup d'intel·lectuals dirigit per Furstenberg, entorn del qual se celebraven trobades de diversos filòsofs i intel·lectuals catòlics de l'època, com Hamann, Jacobi, Overberg, el reformador de l'educació popular, i poetes com Matthias Claudius i els germans von Stollberg. El 1785 fa un viatge per Weimar i Jena per fer uns estudis de Halle. En aquest viatge coneix Johann Gottfried Herder i Goethe.
Setanta anys després de la seva mort es publica Briefwechsel und Tagebücher (Diari i epistolari) en tres volums, en què hi ha un conjunt de pensaments sobre els seus dubtes espirituals i sobre els diàlegs que mantingué amb els filòsofs del segle xviii.